# Dansul georgian
Dansul georgian este un dans tradițional din Georgia. Își are originea în mișcări militare, sportive și dansuri din Evul Mediu.

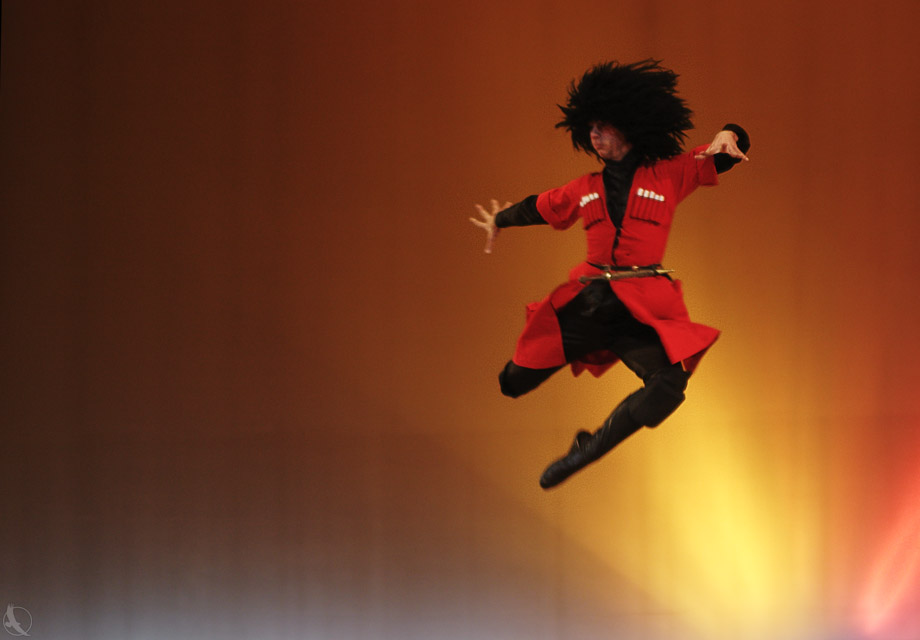

Dansul georgian a fost făcut cunoscut de Iliko Sukhishvili și soția sa, Nino Ramishvili, fondatorii grupului de Balet Național Georgian.
Două dansuri populare, Perkhuli și Khorumi, sunt înscrise pe lista Patrimoniului Cultural al Georgiei.

## Tipuri de dansuri
Kartuli (ქართული)
Kartuli este un dans romantic sau de nunta. Este pus în scenă de un cuplu de dansatori. În timpul dansului, bărbatul nu are voie să atingă femeia și să păstreze o anumită distanță de parteneră. Partea superioară a corpului bărbatului trebuie să rămână nemișcată pe toată durata dansului. Simbolizează faptul că, deși îndrăgostit, bărbatul trebuie să-și controleze sentimentele. Bărbatul trebuie să fixeze privirea pe parteneră ca și cum ar fi singura femeie din lume. Femeia trebuie să-și țină privirea coborâtă pe toată durata dansului și să alunece pe podea asemenea unei lebede pe un lac. Printre puținii dansatori apreciați se numără Nino Ramishvili, Iliko Sukhishvili, Iamze Dolaberidze și Pridon Sulaberidze.
Kazbeguri (ყაზბეგური)
Kazbeguri este originar din Minicipiul Kazbegi din Munții Caucaz. Dansul a fost creat pentru a descrie atmosfera rece și aspră din munți, arătată prin vigoarea și strictețea mișcărilor. Acest dans este executat numai de bărbați. Costumele sunt reprezentate de cămăși lungi și negre, pantaloni negri, cizme negre și pălării negre. 